# クロロタロニル
クロロタロニル（英: Chlorothalonil）は、化学式 C8Cl4N2 で表される有機塩素化合物。系統名のテトラクロロイソフタロニトリル（2,4,5,6-Tetrachloroisophthalonitrile）のアクロニムで、TPN とも呼ばれる。
工業用防カビ剤として、また「ダコニール」の商品名で農業用殺菌剤として使用される。

## 効果・毒性
細菌等に対するMICは、コウジカビで1~3ppm、黄色ブドウ球菌で10ppm、緑膿菌では30ppmである。農業用途では、野菜のべと病や果樹の黒星病などに効果がある。
経口投与した場合のLD50は、マウスで6,000mg/kg以上、ラットで10,000mg/kg以上である。国際がん研究機関では、発癌性について「Group2B（ヒトに対する発癌性が疑われる）」としている（IARC発がん性リスク一覧参照）。
高濃度のものが皮膚と接触すると、刺激性の痒みやかぶれが生じ、この場合は洗浄の上、抗ヒスタミン薬やステロイド軟膏の塗布が有効である。炭化水素系溶剤を含む製剤を誤飲した場合は、吐かせてはならない。加熱・燃焼により分解し、塩化水素や窒素酸化物を含む、有毒かつ腐食性のフュームを生じる。